# کوبرین
کوبرین (به لاتین: Kobryn) یک منطقهٔ مسکونی در بلاروس است که در Kobryn District واقع شده‌است. کوبرین ۲۶ کیلومتر مربع مساحت و ۵۱٬۱۶۶ نفر جمعیت دارد.

## خواهرخوانده
شهرهای گلرو (شهر)، اولتسن و وراتسا (شهر) خواهرخوانده‌های کوبرین هستند.